# Regional at Best
Regional at Best è il secondo album in studio del gruppo musicale statunitense Twenty One Pilots, pubblicato l'8 luglio 2011 indipendentemente. 
Sei dei brani presenti nell'album sono stati riregistrati e e inclusi nel successivo album in studio del gruppo, Vessel, pubblicato nel 2013.

## Tracce
Testi e musiche di Tyler Joseph.
1. Guns for Hands – 4:36
2. Holding on to You – 4:25
3. Ode to Sleep – 5:13
4. Slowtown – 4:57
5. Car Radio – 4:49
6. Forest – 4:10
7. Glowing Eyes – 4:25
8. Kitchen Sink (feat. Zack Joseph) – 5:33
9. Anathema – 3:59
10. Lovely – 4:20
11. Ruby – 4:29
12. Trees – 4:20
13. Be Concerned (feat. Jocef) – 4:07
14. Clear – 3:38

Tracce bonus riservate agli iscritti alla newsletter 2011 della band
1. House of Gold – 2:54
2. Two – 3:05

## Formazione
Twenty One Pilots
- Tyler Joseph – voce, chitarra, basso elettrico, ukulele, pianoforte, tastiera, programmazione, sintetizzatore
- Josh Dun – batteria, percussioni, cori

Altri musicisti
- Jocef – voce in Be Concerned
- Zack Joseph – voce in Kitchen Sink